# Салдас
Са́лдас (кат. Saldes, вимова літературною каталанською ['sałðəs]) - муніципалітет, розташований в Автономній області Каталонія, в Іспанії. Код муніципалітету за номенклатурою Інституту статистики Каталонії - 81901. Знаходиться у районі (кумарці) Барґаза (коди району - 14 та BD) провінції Барселона, згідно з новою адміністративною реформою перебуватиме у складі Баґарії (округи) Центральна Каталонія. 

## Назва муніципалітету
Назва муніципалітету походить від лат. salĭces - "верба".

## Населення
Населення міста (у 2007 р.) становить 336 осіб (з них менше 14 років - 8,3%, від 15 до 64 - 73,5%, понад 65 років - 18,2%). У 2006 р. народжуваність склала 1 особа, смертність - 0 осіб, зареєстровано 1 шлюб. У 2001 р. активне населення становило 139 осіб, з них безробітних - 11 осіб.

Серед осіб, які проживали на території міста у 2001 р., 276 народилися в Каталонії (з них 194 особи у тому самому районі, або кумарці), 35 осіб приїхало з інших областей Іспанії, а 4 особи приїхали з-за кордону. 

Вищу освіту має 6,9% усього населення. 

У 2001 р. нараховувалося 106 домогосподарств (з них 25,5% складалися з однієї особи, 20,8% з двох осіб,12,3% з 3 осіб, 24,5% з 4 осіб, 10,4% з 5 осіб, 3,8% з 6 осіб, 1,9% з 7 осіб, 0,9% з 8 осіб і 0% з 9 і більше осіб).

Активне населення міста у 2001 р. працювало у таких сферах діяльності : у сільському господарстві - 9,4%, у промисловості - 15,6%, на будівництві - 12,5% і у сфері обслуговування - 62,5%. 

 У муніципалітеті або у власному районі (кумарці) працює 188 осіб, поза районом - 58 осіб.

### Безробіття
У 2007 р. нараховувалося 7 безробітних (у 2006 р. - 11 безробітних), з них чоловіки становили 57,1%, а жінки - 42,9%.

## Економіка

### Підприємства міста

#### Промислові підприємства
| \| Промислові підприємства міста, за сферою діяльності \| Промислові підприємства міста, за сферою діяльності \| Промислові підприємства міста, за сферою діяльності \| \| Рік \| 2002 р. \| 2001 р. \| \| --------------------------------------------------- \| --------------------------------------------------- \| --------------------------------------------------- \| \| Енергетичні та водні ресурси \| 40% \| 50% \| \| Хімія та метали \| 0% \| 0% \| \| Переробка металів \| 60% \| 50% \| \| Продукти харчування \| 0% \| 0% \| \| Текстиль \| 0% \| 0% \| \| Виробництво меблів, видання \| 0% \| 0% \| \| Інше \| 0% \| 0% \| \| Усього підприємств \| 5 \| 4 \| |         |         |
| Промислові підприємства міста, за сферою діяльності |         |         |
| Рік | 2002 р. | 2001 р. |
| Енергетичні та водні ресурси | 40%     | 50%     |
| Хімія та метали | 0%      | 0%      |
| Переробка металів | 60%     | 50%     |
| Продукти харчування | 0%      | 0%      |
| Текстиль | 0%      | 0%      |
| Виробництво меблів, видання | 0%      | 0%      |
| Інше | 0%      | 0%      |
| Усього підприємств | 5       | 4       |

#### Роздрібна торгівля
| \| Підприємства роздрібної торгівлі міста, за сферою діяльності \| Підприємства роздрібної торгівлі міста, за сферою діяльності \| Підприємства роздрібної торгівлі міста, за сферою діяльності \| \| Рік \| 2002 р. \| 2001 р. \| \| ------------------------------------------------------------ \| ------------------------------------------------------------ \| ------------------------------------------------------------ \| \| Продукти харчування \| 50% \| 50% \| \| Одяг та взуття \| 0% \| 0% \| \| Товари для дому \| 0% \| 0% \| \| Книги та періодичні видання \| 0% \| 0% \| \| Промислова хімічна продукція \| 33,3% \| 33,3% \| \| Продукція, пов'язана з транспортними засобами \| 0% \| 0% \| \| Інше \| 16,7% \| 16,7% \| \| Усього підприємств \| 6 \| 6 \| |         |         |
| Підприємства роздрібної торгівлі міста, за сферою діяльності |         |         |
| Рік | 2002 р. | 2001 р. |
| Продукти харчування | 50%     | 50%     |
| Одяг та взуття | 0%      | 0%      |
| Товари для дому | 0%      | 0%      |
| Книги та періодичні видання | 0%      | 0%      |
| Промислова хімічна продукція | 33,3%   | 33,3%   |
| Продукція, пов'язана з транспортними засобами | 0%      | 0%      |
| Інше | 16,7%   | 16,7%   |
| Усього підприємств | 6       | 6       |

#### Сфера послуг
| \| Підприємства міста, що працюють у сфері послуг, за діяльністю \| Підприємства міста, що працюють у сфері послуг, за діяльністю \| Підприємства міста, що працюють у сфері послуг, за діяльністю \| \| Рік \| 2002 р. \| 2001 р. \| \| ------------------------------------------------------------- \| ------------------------------------------------------------- \| ------------------------------------------------------------- \| \| Гуртова торгівля \| 0% \| 0% \| \| Готелі та готельний бізнес \| 66,7% \| 72,2% \| \| Транспорт та зв'язок \| 5,6% \| 5,6% \| \| Посередницькі фінансові послуги \| 0% \| 0% \| \| Послуги підприємствам \| 5,6% \| 0% \| \| Послуги фізичним особам \| 16,7% \| 22,2% \| \| Нерухомість та ін. \| 5,6% \| 0% \| \| Усього підприємств \| 18 \| 18 \| |         |         |
| Підприємства міста, що працюють у сфері послуг, за діяльністю |         |         |
| Рік | 2002 р. | 2001 р. |
| Гуртова торгівля | 0%      | 0%      |
| Готелі та готельний бізнес | 66,7%   | 72,2%   |
| Транспорт та зв'язок | 5,6%    | 5,6%    |
| Посередницькі фінансові послуги | 0%      | 0%      |
| Послуги підприємствам | 5,6%    | 0%      |
| Послуги фізичним особам | 16,7%   | 22,2%   |
| Нерухомість та ін. | 5,6%    | 0%      |
| Усього підприємств | 18      | 18      |

## Житловий фонд
У 2001 р. 2,8% усіх родин (домогосподарств) мали житло метражем до 59 м2, 28,3% - від 60 до 89 м2, 31,1% - від 90 до 119 м2 і
37,7% - понад 120 м2.

З усіх будівель у 2001 р. 31,3% було одноповерховими, 47,8% - двоповерховими, 20,9
% - триповерховими, 0% - чотириповерховими, 0% - п'ятиповерховими, 0% - шестиповерховими,
0% - семиповерховими, 0% - з вісьмома та більше поверхами.

## Автопарк
| \| Автомобілі, зареєстровані у місті, за призначенням \| Автомобілі, зареєстровані у місті, за призначенням \| Автомобілі, зареєстровані у місті, за призначенням \| \| Рік \| 2006 р. \| 2005 р. \| \| -------------------------------------------------- \| -------------------------------------------------- \| -------------------------------------------------- \| \| Приватні автомобілі \| 48% \| 48,5% \| \| Мотоцикли \| 9,8% \| 8,7% \| \| Вантажівки \| 37,2% \| 37,5% \| \| Трактори \| 0% \| 0% \| \| Автобуси та ін. \| 4,9% \| 5,2% \| \| Усього автомобілів \| 325 шт. \| 309 шт. \| |         |         |
| Автомобілі, зареєстровані у місті, за призначенням |         |         |
| Рік | 2006 р. | 2005 р. |
| Приватні автомобілі | 48%     | 48,5%   |
| Мотоцикли | 9,8%    | 8,7%    |
| Вантажівки | 37,2%   | 37,5%   |
| Трактори | 0%      | 0%      |
| Автобуси та ін. | 4,9%    | 5,2%    |
| Усього автомобілів | 325 шт. | 309 шт. |

## Вживання каталанської мови
У 2001 р. каталанську мову у місті розуміли 99,4% усього населення (у 1996 р. - 99,4%), вміли говорити нею 92,6% (у 1996 р. - 
91,1%), вміли читати 85,2% (у 1996 р. - 72,3%), вміли писати 69,8
% (у 1996 р. - 49,4%). Не розуміли каталанської мови 0,6%.

## Політичні уподобання
У виборах до Парламенту Каталонії у 2006 р. взяло участь 170 осіб (у 2003 р. - 189 осіб). Голоси за політичні сили розподілилися таким чином:
| \| Вибори до Парламенту Каталонії \| Вибори до Парламенту Каталонії \| Вибори до Парламенту Каталонії \| \| Рік \| 2006 р. \| 2003 р. \| \| -------------------------------------- \| ------------------------------ \| ------------------------------ \| \| Конвергенція та Єднання (CiU) \| 51,2% \| 48,7% \| \| Соціалістична партія Каталонії (PSC) \| 18,8% \| 13,8% \| \| Народна партія (PP) \| 5,3% \| 4,2% \| \| Ініціатива за зелену Каталонію (IC) \| 4,7% \| 6,3% \| \| Республіканська лівиця Каталонії (ERC) \| 19,4% \| 26,5% \| \| Громадянська партія (C's) \| 0% \| 0% \| \| Інші \| 0,6% \| 0,5% \| |         |         |
| Вибори до Парламенту Каталонії |         |         |
| Рік | 2006 р. | 2003 р. |
| Конвергенція та Єднання (CiU) | 51,2%   | 48,7%   |
| Соціалістична партія Каталонії (PSC) | 18,8%   | 13,8%   |
| Народна партія (PP) | 5,3%    | 4,2%    |
| Ініціатива за зелену Каталонію (IC) | 4,7%    | 6,3%    |
| Республіканська лівиця Каталонії (ERC) | 19,4%   | 26,5%   |
| Громадянська партія (C's) | 0%      | 0%      |
| Інші | 0,6%    | 0,5%    |

У муніципальних виборах у 2007 р. взяло участь 205 осіб (у 2003 р. - 213 осіб). Голоси за політичні сили розподілилися таким чином:
| \| Муніципальні вибори \| Муніципальні вибори \| Муніципальні вибори \| \| Рік \| 2007 р. \| 2003 р. \| \| -------------------------------------- \| ------------------- \| ------------------- \| \| Конвергенція та Єднання (CiU) \| 49,3% \| 51,6% \| \| Соціалістична партія Каталонії (PSC) \| 50,7% \| 37,6% \| \| Народна партія (PP) \| 0% \| 4,2% \| \| Ініціатива за зелену Каталонію (IC) \| 0% \| 6,6% \| \| Республіканська лівиця Каталонії (ERC) \| 0% \| 0% \| \| Громадянська партія (C's) \| 0% \| 0% \| \| Інші \| 0% \| 0% \| |         |         |
| Муніципальні вибори |         |         |
| Рік | 2007 р. | 2003 р. |
| Конвергенція та Єднання (CiU) | 49,3%   | 51,6%   |
| Соціалістична партія Каталонії (PSC) | 50,7%   | 37,6%   |
| Народна партія (PP) | 0%      | 4,2%    |
| Ініціатива за зелену Каталонію (IC) | 0%      | 6,6%    |
| Республіканська лівиця Каталонії (ERC) | 0%      | 0%      |
| Громадянська партія (C's) | 0%      | 0%      |
| Інші | 0%      | 0%      |